# Victor Francisco Godano
Víctor Godano es un exfutbolista argentino nacido en San Agustín (Santa Fe), el 8 de marzo de 1952. Fue Director Técnico en Argentino de San Carlos y de Colón de Santa Fe. Actualmente es el presidente del Club Atlético Colón

## Carrera
Se formó como jugador y realizó las inferiores en el Club Atlético Argentino de San Carlos, de la localidad de San Carlos, en la provincia de Santa Fe.
En el año 1980 comenzó a jugar en el Club Atlético Colón, donde permaneció hasta el año 1992. 
Una vez retirado como jugador comenzó a trabajar como Director Técnico en la primera división del Club Atlético Argentino de San Carlos. Aquí consiguió ser campeón de Liga Santafesina.
En el año 2014 se presentó como candidato en las elecciones a presidente de Colón. El resultado de esta votación dejó como ganadora a la lista que integraba Víctor Godano, que asumió como presidente del club santafesino.
En 2023 fue electo presidente de Colón con el 50% de los votos para ejercer en el periodo 2023-2025

## Clubes
| Club                    | País      | Año       |
| ----------------------- | --------- | --------- |
| Argentino de San Carlos | Argentina | 1977-1979 |
| Colón                   | Argentina | 1980-1992 |

## Estadísticas

#### Como jugador
| Equipo                            | Div.                | Temporada           | Liga     | Liga  | Copa Nacional | Copa Nacional | Copa Internacional | Copa Internacional | Otros*   | Otros* | Total    | Total |
| Equipo                            | Div.                | Temporada           | Partidos | Goles | Partidos      | Goles         | Partidos           | Goles              | Partidos | Goles  | Partidos | Goles |
| Argentino de San Carlos Argentina | 4.ª                 | 1977                | ?        | ?     | -             | -             | -                  | -                  | -        | -      | ?        | ?     |
| Argentino de San Carlos Argentina | 4.ª                 | 1978                | ?        | ?     | -             | -             | -                  | -                  | -        | -      | ?        | ?     |
| Argentino de San Carlos Argentina | 4.ª                 | 1979                | ?        | ?     | -             | -             | -                  | -                  | -        | -      | ?        | ?     |
| Argentino de San Carlos Argentina | Total               | Total               | ?        | ?     | -             | -             | -                  | -                  | -        | -      | ?        | ?     |
| Colón Argentina                   | 1.ª                 | 1980                | 1        | 0     | -             | -             | -                  | -                  | -        | -      | 1        | 0     |
| Colón Argentina                   | 1.ª                 | 1981                | 2        | 0     | -             | -             | -                  | -                  | -        | -      | 2        | 0     |
| Colón Argentina                   | 2.ª                 | 1982                | ?        | ?     | -             | -             | -                  | -                  | -        | -      | ?        | ?     |
| Colón Argentina                   | 2.ª                 | 1983                | ?        | ?     | -             | -             | -                  | -                  | -        | -      | ?        | ?     |
| Colón Argentina                   | 2.ª                 | 1984                | ?        | ?     | -             | -             | -                  | -                  | -        | -      | ?        | ?     |
| Colón Argentina                   | 2.ª                 | 1985                | ?        | ?     | -             | -             | -                  | -                  | -        | -      | ?        | ?     |
| Colón Argentina                   | 2.ª                 | 1986                | ?        | ?     | -             | -             | -                  | -                  | -        | -      | ?        | ?     |
| Colón Argentina                   | 2.ª                 | 1986-87             | ?        | ?     | -             | -             | -                  | -                  | -        | -      | ?        | ?     |
| Colón Argentina                   | 2.ª                 | 1988-89             | ?        | ?     | -             | -             | -                  | -                  | -        | -      | ?        | ?     |
| Colón Argentina                   | 2.ª                 | 1989-90             | ?        | ?     | -             | -             | -                  | -                  | -        | -      | ?        | ?     |
| Colón Argentina                   | 2.ª                 | 1990-91             | ?        | ?     | -             | -             | -                  | -                  | -        | -      | ?        | ?     |
| Colón Argentina                   | 2.ª                 | 1991-92             | 15       | 1     | -             | -             | -                  | -                  | -        | -      | 15       | 1     |
| Colón Argentina                   | Total               | Total               | 282      | 12    | -             | -             | -                  | -                  | -        | -      | 282      | 12    |
| Total en su carrera               | Total en su carrera | Total en su carrera | 282      | 12    | -             | -             | -                  | -                  | -        | -      | 282      | 12    |

* Incluye Liga Santafesina.

#### Como Entrenador
| Equipo          | Torneo | Estadísticas | Estadísticas | Estadísticas | Estadísticas | Estadísticas | Estadísticas | Estadísticas | Estadísticas |
| Equipo          | Torneo | PJ           | G            | E            | P            | GF           | GC           | DG           | Efectividad% |
| --------------- | ------ | ------------ | ------------ | ------------ | ------------ | ------------ | ------------ | ------------ | ------------ |
| Colón Argentina | 1994   | 10           | 3            | 4            | 3            | 13           | 11           | +2           | 43.33%       |
| Colón Argentina | 2003   | 1            | 0            | 1            | 0            | 1            | 1            | 0            | 33.33%       |
| Colón Argentina | Total  | 11           | 3            | 5            | 3            | 14           | 12           | +2           | 42.42%       |

- Datos: Q20994420